# Пшехское сельское поселение
Пшехское сельское поселение — муниципальное образование в Белореченском районе Краснодарского края России.
В рамках административно-территориального устройства Краснодарского края ему соответствует Пшехский сельский округ.
Административный центр — станица Пшехская.

## Население
| 2010  | 2012  | 2013  | 2014  | 2015  | 2016  | 2017  |
| ----- | ----- | ----- | ----- | ----- | ----- | ----- |
| 7373  | ↗7506 | ↗7690 | ↗7893 | ↗8042 | ↗8096 | ↗8181 |
| 2018  | 2019  | 2020  | 2021  | 2023  |       |       |
| ↗8186 | ↗8208 | ↘8200 | ↘7047 | ↘6959 |       |       |

## Населённые пункты
В состав сельского поселения (сельского округа) входят 7 населённых пунктов:
| № | Населённый пункт | Тип населённого пункта | Население (чел.) |
| - | ---------------- | ---------------------- | ---------------- |
| 1 | Пшехская         | станица                | ↘4907            |
| 2 | Дунайский        | посёлок                | ↘33              |
| 3 | Коренная Балка   | посёлок                | ↘15              |
| 4 | Кубанский        | хутор                  | ↗1704            |
| 5 | Лесной           | посёлок                | ↘33              |
| 6 | Терновый         | хутор                  | ↘255             |
| 7 | Фадеевский       | хутор                  | ↗269             |